# Balș (gmina)
Balș – gmina w Rumunii, w okręgu Jassy. Obejmuje miejscowości Balș, Boureni i Coasta Măgurii. W 2011 roku liczyła 3375 mieszkańców.